# Rondo a-Moll (Mozart)

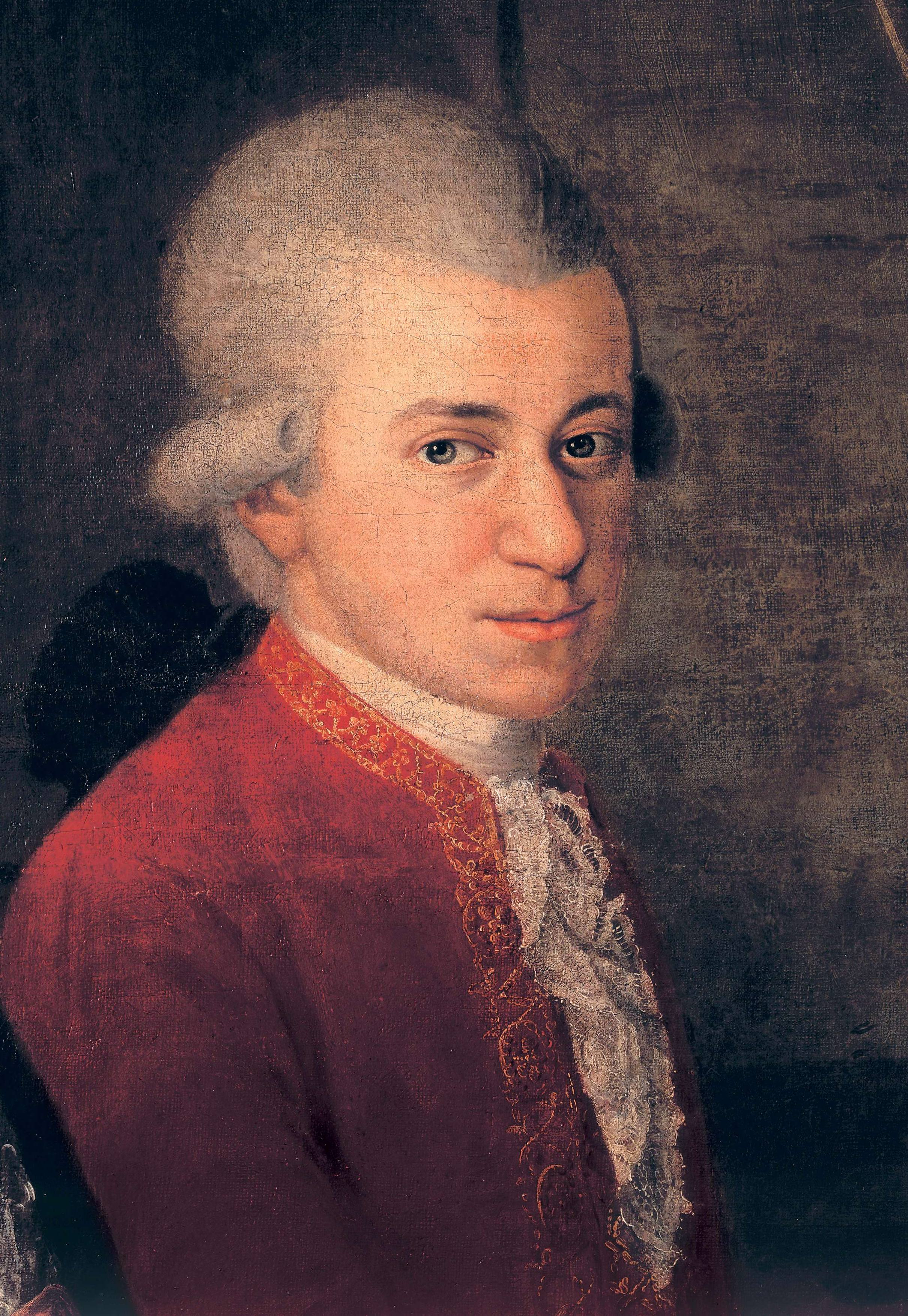
W. A. Mozart, Detail aus einem Gemälde von Johann Nepomuk della Croce (ca. 1780)

Das Rondo a-Moll (KV 511) ist ein Klavierwerk von Wolfgang Amadeus Mozart, das er im März 1787 in Wien komponierte und mit dem er auf den Tod eines Freundes reagierte.
Mit seiner düsteren, von schmerzlicher Chromatik bestimmten Klangsprache, den ausgedehnten Couplets und dem häufigen Changieren zwischen Moll und Dur gehört das Rondo zu den bedeutenden und bekenntnishaften Einzelstücken Mozarts.

## Zur Musik
Das achttaktige Thema des an eine Siciliana erinnernden Ritornells setzt mit einem punktierten, durch Doppelschlag verzierten Motiv auf dem Ton e ein, der dreimal wiederholt wird. Der dunkle Charakter des Themas wird auch durch das abfallende Intervall der Quinte geprägt. Ihm schließt sich von Takt 2 bis 3 eine aufsteigende chromatische Tonleiter von b bis e an, die nach dem Quartschritt auf a mit absteigender diatonischer Skala endet. In Takt 5 wiederholt Mozart die Melodie und umspielt den chromatische Aufstieg. In der ab Takt 9 folgenden, helleren C-Dur-Episode ersetzt er die fallende Quinte des punktieren Motivs durch eine aufwärts gerichtete Terz und führt über die Dominante E-Dur zum Thema in der Haupttonart zurück.
Mit Takt 31 beginnt das erste Couplet in F-Dur, das ebenfalls mit chromatischen Motiven arbeitet. Dem verkürzten Ritornell ab Takt 81 folgt das zweite Couplet in A-Dur, das mit dem Doppelschlag-Motiv und chromatischen Läufen arbeitet sowie eine konzertante Triolen-Figur hinzufügt, um schließlich in Takt 129 zum ersten Thema zurückzukehren.
Die gebrochenen Akkorde der Begleitung ab Takt 163 beleuchten das erste Thema harmonisch neu (etwa in Takt 165 mit dem Gegenklang F-Dur) und dramatisieren das Geschehen. Die mit Takt 173 einsetzende Triolenbewegung mündet in eine Coda, die mit ihrer innigen Begleitfigur die neapolitanischen Sexte als Höhepunkt des schmerzlichen Ausdrucks erreicht.

## Besonderheiten und Entstehung
Die Chromatik dominiert weite Teile des Werkes und erstreckt sich auch auf die Nebengedanken, Verzierungen und Couplets. Die Verflechtung der Stimmen geht über den Bereich der Klaviermusik hinaus ins Kammermusikalische.
Der Aufbau des 182 Takte umfassenden Andantes kann grob mit dem Schema ABACA umschrieben werden. Das erste Couplet erinnert mit seinen kontrapunktischen Passagen und Sechzehntel-Läufen an eine Invention, das zweite greift den Rhythmus der Siciliana wieder auf, ist dabei aber pianistisch anspruchsvoller. Da das Thema des Ritornells zunehmend verziert wird, wirkt das Rondo mitunter wie eine Variation, die allerdings durch den stets prägenden 6/8-Takt zusammengehalten wird.
Beide Couplets sind dreiteilig und könnten auch als sehr kurze Sonatenhauptsätze betrachtet werden. Das erste etwa mit einer sich von F- bis C-Dur bewegenden Exposition, einer modulierenden Durchführung, die durch einen jähen, an die Musik Franz Schuberts erinnernden Trugschluss in Des-Dur auffällt und einer Reprise ab Takt 54. Die ricercarartige Chromatik und der Siciliana-Rhythmus geben dem Stück eine südliche Note. Mit den Verzierungen in den Couplets greift Mozart auf das prägende erste Thema zurück.
In einem Brief an seinen Vater von März 1787 erwähnte er den biographischen Anlass der düsteren Komposition, den „traurigen“ Todesfall seines „liebsten besten Freundes Grafen von Hatzfeld.“ Viele Details des Stückes sind ungewöhnlich und geben ihm eine Sonderstellung im Œuvre Mozarts. Hierzu zählen die ausdrucksvollen Arpeggien der Begleitung am Schluss und die chromatischen Figuren in der Mittelstimme des ersten Couplets, Eigenschaften, die auf die Klaviermusik der Romantik vorausweisen.
Für Hermann Albert und Glenn Stanley zeigt das Rondo die „dämonische Seite“ von Mozarts Wesen. Im Vergleich mit dem Rondo D-Dur KV 485 von 1786, einem „galant-liebenswürdigen Gesellschaftsstückchen“, treffe der Hörer hier auf ein persönliches Bekenntnis, „von dessen seelischen Abgründen“ der harmlose Vorgänger sehr weit entfernt sei.